# Region Europa und Afrika (Little League Baseball World Series)
Die Region Europa und Afrika ist eine der acht internationalen Regionen, welche Teilnehmer an die Little League Baseball World Series, dem größten Baseball-Turnier für Jugendliche, entsendet. Die Region nimmt seit 1960 an diesem Turnier teil. Bis zum Jahre 2000 waren nur Europäische Mannschaften in dieser Gruppe organisiert (Siehe: Region Europa (1960–2000)). Nach der Verdoppelung der Anzahl der Teilnehmer 2001 wurden zwei Gruppen gebildet, zum einen die Region Europa, Mittlerer Osten und Afrika, zum anderen die Region Transatlantik. 2008 wurden diese beiden Gruppen wieder vereinigt und daraus die Regionen Europa und Mittlerer Osten – Afrika gebildet. Ab 2013 wird im pazifischen Raum Australien eine eigene Region bilden, dafür wird die Region Mittlerer Osten – Afrika wieder aufgelöst und der Teil Afrikas sowie die Türkei und Israel Europa zugeordnet.

## Teilnehmende Mannschaften

Teilnehmer der Region Europa Stand 2014

Folgende Länder sind in der Gruppe Europa organisiert:
Stand 2018
- Belgien
- Deutschland
- Frankreich
- Italien
- Kroatien
- Litauen
- Moldau
- Niederlande
- Österreich
- Polen
- Rumänien
- Serbien
- Spanien
- Tschechien
- Ukraine
- Uganda
- Ungarn
- Vereinigtes Königreich
- Belarus

## Europa (1960–2000)
| Jahr | Mannschaft                                                              | Stadt                                                                   | Ergebnis an LLWS                                                        | W–L                                                                     |
| ---- | ----------------------------------------------------------------------- | ----------------------------------------------------------------------- | ----------------------------------------------------------------------- | ----------------------------------------------------------------------- |
| 1960 | Berlin Command LL                                                       | Berlin                                                                  | 6. Platz                                                                | 1–2                                                                     |
| 1961 | Pirmasens Housing Area LL                                               | Pirmasens                                                               | 8. Platz                                                                | 0–3                                                                     |
| 1962 | Poitiers Post LL                                                        | Vienne                                                                  | 6. Platz                                                                | 1–2                                                                     |
| 1963 | İzmir LL                                                                | İzmir                                                                   | 4. Platz                                                                | 0–2                                                                     |
| 1964 | Wiesbaden LL                                                            | Wiesbaden Army Airfield                                                 | 8. Platz                                                                | 0–3                                                                     |
| 1965 | Rota LL                                                                 | Rota                                                                    | 8. Platz                                                                | 0–3                                                                     |
| 1966 | Rhein-Main LL                                                           | Rhein-Main Air Base                                                     | 7. Platz                                                                | 1–2                                                                     |
| 1967 | Rota LL                                                                 | Rota                                                                    | 7. Platz (geteilt)                                                      | 0–2                                                                     |
| 1968 | Wiesbaden LL                                                            | Wiesbaden Army Airfield                                                 | 8. Platz                                                                | 0–3                                                                     |
| 1969 | Wiesbaden LL                                                            | Wiesbaden Army Airfield                                                 | 6. Platz                                                                | 1–2                                                                     |
| 1970 | Wiesbaden LL                                                            | Wiesbaden Army Airfield                                                 | 6. Platz                                                                | 1–2                                                                     |
| 1971 | Madrid LL                                                               | Madrid                                                                  | 4. Platz                                                                | 1–2                                                                     |
| 1972 | Torrejon Air Base LL                                                    | Madrid                                                                  | 8. Platz                                                                | 0–3                                                                     |
| 1973 | Bitburg AB LL                                                           | Bitburg Air Base                                                        | 7. Platz                                                                | 1–2                                                                     |
| 1974 | Athena Airport LL                                                       | Athen                                                                   | 8. Platz                                                                | 0–3                                                                     |
| 1975 | Kein Teilnehmer, Internationale Teams wurden vom Turnier ausgeschlossen | Kein Teilnehmer, Internationale Teams wurden vom Turnier ausgeschlossen | Kein Teilnehmer, Internationale Teams wurden vom Turnier ausgeschlossen | Kein Teilnehmer, Internationale Teams wurden vom Turnier ausgeschlossen |
| 1976 | Kaiserslautern LL                                                       | Kaiserslautern                                                          | 6. Platz                                                                | 1–2                                                                     |
| 1977 | Torrejon Air Base LL                                                    | Madrid                                                                  | 7. Platz                                                                | 1–2                                                                     |
| 1978 | Torrejon Air Base LL                                                    | Madrid                                                                  | 8. Platz                                                                | 0–3                                                                     |
| 1979 | Aviano Air Base LL                                                      | Aviano                                                                  | 4. Platz                                                                | 1–2                                                                     |
| 1980 | Torrejon Air Base LL                                                    | Madrid                                                                  | 8. Platz                                                                | 0–3                                                                     |
| 1981 | SHAPE LL                                                                | Waterloo                                                                | 8. Platz                                                                | 0–3                                                                     |
| 1982 | Torrejon Air Base LL                                                    | Madrid                                                                  | 5. Platz                                                                | 2–1                                                                     |
| 1983 | Arabian Gulf LL                                                         | al-Chubar                                                               | 7. Platz                                                                | 1–2                                                                     |
| 1984 | Brussels Sports Association LL                                          | Brüssel                                                                 | 7. Platz                                                                | 1–2                                                                     |
| 1985 | Arabian Gulf LL                                                         | al-Chubar                                                               | 8. Platz                                                                | 0–3                                                                     |
| 1986 | Torrejon Air Base LL                                                    | Madrid                                                                  | 8. Platz                                                                | 0–3                                                                     |
| 1987 | Aramco LL                                                               | Dhahran                                                                 | 5. Platz (geteilt)                                                      | 1–1                                                                     |
| 1988 | Aramco LL                                                               | Dhahran                                                                 | 5. Platz                                                                | 2–1                                                                     |
| 1989 | Aramco LL                                                               | Dhahran                                                                 | 6. Platz                                                                | 1–2                                                                     |
| 1990 | Falcon LL                                                               | Ramstein Air Base                                                       | 7. Platz (geteilt)                                                      | 0–2                                                                     |
| 1991 | Arabian American LL                                                     | Dhahran                                                                 | 8. Platz                                                                | 0–3                                                                     |
| 1992 | Kaiserslautern LL                                                       | Kaiserslautern                                                          | 4. Platz, Gruppenphase                                                  | 0–3                                                                     |
| 1993 | Kaiserslautern LL                                                       | Kaiserslautern                                                          | 3. Platz (geteilt)                                                      | 2–2                                                                     |
| 1994 | Arabian American LL                                                     | Dhahran                                                                 | 3. Platz (geteilt)                                                      | 2–2                                                                     |
| 1995 | Arabian American LL                                                     | Dhahran                                                                 | 3. Platz, Gruppenphase                                                  | 1–2                                                                     |
| 1996 | Arabian American LL                                                     | Dhahran                                                                 | 4. Platz, Gruppenphase                                                  | 0–3                                                                     |
| 1997 | Arabian American LL                                                     | Dhahran                                                                 | 3. Platz, Gruppenphase                                                  | 1–2                                                                     |
| 1998 | Arabian American LL                                                     | Dhahran                                                                 | 3. Platz, Gruppenphase                                                  | 1–2                                                                     |
| 1999 | Ramstein American LL                                                    | Ramstein Air Base                                                       | 4. Platz, Gruppenphase                                                  | 0–3                                                                     |
| 2000 | Arabian American LL                                                     | Dhahran                                                                 | 3. Platz, Gruppenphase                                                  | 1–2                                                                     |

## Europa, Mittlerer Osten und Afrika (2001–2007)
Mit der Vergrößerung des Teilnehmerfeldes wurde ab 2001 zwei parallel laufende getrennte Gruppen gebildet. In der Gruppe Europa, Mittlerer Osten und Afrika (EMEA) galt die Regel das maximal drei Mannschaftsmitglieder Bürger der USA, Kanadas oder Japan sein durfte. Die Transatlantik Gruppe wurde genau gegenteilig gebildet, hier mussten mindestens 51 % der Teammitglieder aus den USA, Kanada oder Japans sein. 2008 wurden diese Regeln wieder aufgehoben und die Gruppen zusammengelegt.
Da in der EMEA Gruppe bis auf Kenia 2001 und Südafrika 2003 nur Europäische Mannschaften teilnahmen wurde sie umgangssprachlich weiterhin als Europa-Gruppe bezeichnet.
| Jahr | Mannschaft   | Stadt     | Ergebnis an LLWS   | W–L |
| ---- | ------------ | --------- | ------------------ | --- |
| 2001 | Khovrino LL  | Moskau    | 4. Platz, Gruppe D | 0–3 |
| 2002 | Khovrino LL  | Moskau    | 4. Platz, Gruppe D | 0–3 |
| 2003 | Khovrino LL  | Moskau    | 3. Platz, Gruppe D | 1–2 |
| 2004 | Kutno LL     | Kutno     | 4. Platz, Gruppe C | 0–3 |
| 2005 | Brateevo LL  | Moskau    | 4. Platz, Gruppe C | 0–3 |
| 2006 | Brateevo LL  | Moskau    | 4. Platz, Gruppe D | 0–3 |
| 2007 | Windmills LL | Apeldoorn | 4. Platz, Gruppe D | 0–3 |

## Transatlantik (2001–2007)
Die Transatlantik-Gruppe deckte dasselbe Gebiet ab wie die EMEA-Gruppe, jedoch mussten mindestens 51 % der Mannschaftsmitglieder Bürger der USA, Kanadas oder Japans sein.

### Regionale Meisterschaften
Die jeweiligen Gewinner sind grün markiert.
| Jahr | Belgien                       | England                     | Deutschland                     | Italien          | Niederlande                                                        | Österreich              | Saudi-Arabien               | Spanien          | Vereinigte Arabische Emirate |
| ---- | ----------------------------- | --------------------------- | ------------------------------- | ---------------- | ------------------------------------------------------------------ | ----------------------- | --------------------------- | ---------------- | ---------------------------- |
| 2001 | Belgium Int'l LL Brüssel      | London Area Youth LL London | Eifel LL Ramstein               | Naples LL Neapel | kein Teilnehmer                                                    | Vienna LL Wien          | Arabian American LL Dhahran | Rota LL Rota     | kein Teilnehmer              |
| 2002 | n/a Belgien                   | n/a England                 | n/a Deutschland                 | n/a Italien      | n/a Niederlande                                                    | n/a Österreich          | Arabian American LL Dhahran | n/a Spanien      | kein Teilnehmer              |
| 2003 | SHAPE and Waterloo LL Brüssel | London Area Youth London    | Ramstein LL Ramstein            | Naples LL Neapel | Brunssum/Schinnen LL Brunssum                                      | AIBC Little League Wien | Arabian American LL Dhahran | Rota LL Rota     | kein Teilnehmer              |
| 2004 | SHAPE and Waterloo LL Brüssel | London Area Youth London    | Ramstein American LL Ramstein   | Naples LL Neapel | Geilenkirchen-American/Brunssum/Schinnen LL Brunssum/Geilenkirchen | kein Teilnehmer         | Arabian American LL Dhahran | Madrid LL Madrid | kein Teilnehmer              |
| 2005 | SHAPE and Brussels LL Brüssel | East Anglia LL Suffolk      | Ramstein LL Ramstein            | Naples LL Neapel | Brunssum/Schinnen LL Brunssum                                      | kein Teilnehmer         | Arabian American LL Dhahran | Rota LL Rota     | kein Teilnehmer              |
| 2006 | SHAPE and Waterloo LL Brüssel | London Area Youth LL London | Ramstein LL Ramstein            | Naples LL Neapel | kein Teilnehmer                                                    | kein Teilnehmer         | Arabian American LL Dhahran | kein Teilnehmer  | Dubai LL Dubai               |
| 2007 | kein Teilnehmer               | London Area Youth LL London | Stuttgart American LL Stuttgart | Naples LL Neapel | kein Teilnehmer                                                    | kein Teilnehmer         | Arabian American LL Dhahran | kein Teilnehmer  | Dubai LL Dubai               |

### Ergebnisse an den Little League World Series
| Jahr | Mannschaft          | Stadt   | Ergebnis an LLWS   | W–L |
| ---- | ------------------- | ------- | ------------------ | --- |
| 2001 | Arabian American LL | Dhahran | 3. Platz, Gruppe C | 1–2 |
| 2002 | Arabian American LL | Dhahran | 3. Platz, Gruppe C | 2–1 |
| 2003 | Arabian American LL | Dhahran | 3. Platz, Gruppe C | 1–2 |
| 2004 | Arabian American LL | Dhahran | 3. Platz, Gruppe D | 1–2 |
| 2005 | Arabian American LL | Dhahran | 4. Platz, Gruppe D | 0–3 |
| 2006 | Arabian American LL | Dhahran | Int. Halbfinale    | 2–2 |
| 2007 | Arabian American LL | Dhahran | 4. Platz, Gruppe C | 0–2 |

## Europa (2008–2012)

### Regionale Meisterschaften
Die jeweiligen Gewinner sind grün markiert.

#### Teilnehmer A–N
| Jahr | Belgien                      | Bulgarien          | England/ Großbritannien      | Deutschland                                      | Irland            | Italien                                            | Litauen            | Moldawien         | Niederlande             |
| ---- | ---------------------------- | ------------------ | ---------------------------- | ------------------------------------------------ | ----------------- | -------------------------------------------------- | ------------------ | ----------------- | ----------------------- |
| 2008 | Brüssel LL Brüssel           | Dupniza LL Dupniza | London Youth Baseball London | Baden-Württemberg LL Mannheim                    | Ireland LL Dublin | Emilia LL Emilia                                   | Vilnius LL Vilnius | Kvint LL Tiraspol | Willows Utrecht Utrecht |
| 2009 | kein Teilnehmer              | Devils LL Dupniza  | London Youth Baseball London | Kaiserslautern Military Community Kaiserslautern | kein Teilnehmer   | Marche LL Ancona                                   | Vilnius LL Vilnius | kein Teilnehmer   | Alkmaar LL Alkmaar      |
| 2010 | Ostflandern LL Antwerpen     | kein Teilnehmer    | London Youth Baseball London | Kaiserslautern Military Community Ramstein       | kein Teilnehmer   | Friaul-Julisch Venetien LL Friaul-Julisch Venetien | Vilnius LL Vilnius | Kvint LL Tiraspol | Kennemerland LL Haarlem |
| 2011 | Westflandern LL Westflandern | kein Teilnehmer    | London Youth Baseball London | Kaiserslautern Military Community Ramstein       | kein Teilnehmer   | Emilia LL Bologna                                  | Vilnius LL Vilnius | Kvint LL Tiraspol | Rotterdam LL Rotterdam  |
| 2012 | Ostflandern LL Ostflandern   | kein Teilnehmer    | London Youth Baseball London | Kaiserslautern Military Community Ramstein       | kein Teilnehmer   | Emilia LL Emilia                                   | Kaunas LL Kaunas   | kein Teilnehmer   | Nord Holland LL Haarlem |

#### Teilnehmer O–Z
| Jahr | Polen                                   | Schweden               | Serbien            | Tschechien                             | Türkei                    | Ukraine                            | Ungarn                                                      | Belarus           |
| ---- | --------------------------------------- | ---------------------- | ------------------ | -------------------------------------- | ------------------------- | ---------------------------------- | ----------------------------------------------------------- | ----------------- |
| 2008 | BUKS Gepardy Żory Żory                  | Malardalen LL Mälaren  | kein Teilnehmer    | Jihomoravský kraj LL Jihomoravský kraj | Turkiye LL Istanbul       | Kirowohrad/Nove Celo LL Kirowohrad | kein Teilnehmer                                             | kein Teilnehmer   |
| 2009 | Żory/Rybnik/Jastrzebie Wodzisław Śląski | kein Teilnehmer        | kein Teilnehmer    | Jihomoravský kraj LL Brno              | Mediterranean LL Istanbul | Kirowohrad/Nove Celo LL Kirowohrad | kein Teilnehmer                                             | Brest Zubrs Brest |
| 2010 | Żory/Rybnik/Jastrzebie Wodzisław Śląski | kein Teilnehmer        | kein Teilnehmer    | Jihomoravský kraj LL Brno              | kein Teilnehmer           | Kirowohrad Center LL Kirowohrad    | kein Teilnehmer                                             | Brest Zubrs Brest |
| 2011 | Kutno LL Kutno                          | Stockholm LL Stockholm | kein Teilnehmer    | Jihomoravský kraj LL Jihomoravský kraj | kein Teilnehmer           | Kirowohrad/Nove Celo LL Kirowohrad | kein Teilnehmer                                             | Brest Zubrs Brest |
| 2012 | Kutno LL Kutno                          | kein Teilnehmer        | Serbien LL Belgrad | Jihomoravský kraj LL Jihomoravský kraj | kein Teilnehmer           | Kirowohrad LL Kirowohrad           | MOBSSZ Debrecen/Janossomorja Budapest/Debrecen/Jánossomorja | Brest Zubrs Brest |

### Ergebnisse an den Little League World Series
| Jahr | Mannschaft      | Stadt          | Ergebnis an LLWS   | W–L |
| ---- | --------------- | -------------- | ------------------ | --- |
| 2008 | Emilia LL       | Emilia         | 4. Platz, Gruppe C | 0–3 |
| 2009 | KMC American LL | Kaiserslautern | 4. Platz, Gruppe D | 0–3 |
| 2010 | KMC American LL | Ramstein       | Gruppenphase       | 1–2 |
| 2011 | Rotterdam LL    | Rotterdam      | Runde 1            | 0–3 |
| 2012 | KMC American LL | Ramstein       | Runde 1            | 0–3 |

 Stand nach den Little League World Series 2012

## Europa und Afrika (ab 2013)

### Regionale Meisterschaften
Die jeweiligen Gewinner sind grün markiert.

### Teilnehmer A-N
| Jahr | Belgien                      | Deutschland                                | Frankreich              | Großbritannien               | Italien                                       | Kroatien               | Litauen            | Moldawien         | Niederlande             |
| ---- | ---------------------------- | ------------------------------------------ | ----------------------- | ---------------------------- | --------------------------------------------- | ---------------------- | ------------------ | ----------------- | ----------------------- |
| 2013 | kein Teilnehmer              | Kaiserslautern Military Community Ramstein | kein Teilnehmer         | London Youth Baseball London | Emilia LL Emilia                              | kein Teilnehmer        | Vilnius LL Vilnius | kein Teilnehmer   | Rotterdam LL Rotterdam  |
| 2014 | Ostflandern LL Ostflandern   | Kaiserslautern Military Community Ramstein | Aquitaine LL Aquitanien | London Youth Baseball London | Emilia LL Emilia                              | kein Teilnehmer        | Vilnius LL Vilnius | Kvint LL Tiraspol | Kennemerland LL Haarlem |
| 2015 | Brussels LL Brüssel          | Kaiserslautern Military Community Ramstein | kein Teilnehmer         | London Youth Baseball London | Emilia LL Emilia                              | kein Teilnehmer        | Vilnius LL Vilnius | Kvint LL Tiraspol | Rotterdam LL Amsterdam  |
| 2016 | Ostflandern LL Ostflandern   | Kaiserslautern Military Community Ramstein | IDF 2 LL Paris          | London Youth Baseball London | Emilia LL Emilia                              | Nordkroatien LL Zagreb | IDF LL Kaunas      | kein Teilnehmer   | Kennemerland LL Haarlem |
| 2017 | Westflandern LL Westflandern | Kaiserslautern Military Community Ramstein | kein Teilnehmer         | London Youth Baseball London | Emilia LL Emilia                              | Nordkroatien LL Zagreb | kein Teilnehmer    | kein Teilnehmer   | Kennemerland LL Haarlem |
| 2018 | Brussel LL Brüssel           | Kaiserslautern Military Community Ramstein | IDF LL Paris            | London LL London             | Friuli Venezia Giulis LL Ronchi dei Legionari | kein Teilnehmer        | Vilnius LL Vilnius | kein Teilnehmer   | Kennemerland LL Haarlem |

### Teilnehmer O-Z
| Jahr | Österreich            | Polen                                   | Rumanien                 | Serbien            | Spanien                 | Tschechien                 | Uganda                           | Ungarn                   | Ukraine                         | Belarus                     |
| ---- | --------------------- | --------------------------------------- | ------------------------ | ------------------ | ----------------------- | -------------------------- | -------------------------------- | ------------------------ | ------------------------------- | --------------------------- |
| 2013 | Austria-East LL Wien  | kein Teilnehmer                         | kein Teilnehmer          | Serbien LL Belgrad | kein Teilnehmer         | Jihomoravský kraj LL Brno  | kein Teilnehmer                  | kein Teilnehmer          | Riwne LL Riwne                  | Sugar Storm LL Rajon Hrodna |
| 2014 | kein Teilnehmer       | BUKS Gepardy Żory Żory                  | kein Teilnehmer          | Serbien LL Belgrad | Catalunya LL Katalonien | Jihomoravský kraj LL Brno  | kein Teilnehmer                  | Kirovograd LL Kirowohrad | kein Teilnehmer                 | Brest Zubrs LL Brest        |
| 2015 | Ostösterreich LL Wien | Żory/Jastrzebie/Rybnik Wodzisław Śląski | kein Teilnehmer          | kein Teilnehmer    | Catalunya LL Katalonien | Jihomoravský kraj LL Brno  | AVRS Secondary School LL Kampala | Kirovograd LL Kirowohrad | Central LL Budapest             | Brest Zubrs LL Brest        |
| 2016 | kein Teilnehmer       | BUKS Gepardy Żory Żory                  | kein Teilnehmer          | Serbien LL Belgrad | Catalunya LL Katalonien | Jihomoravský kraj LL Brno  | kein Teilnehmer                  | Kirovograd LL Kirowohrad | Central/Eastern LL Budapest/Érd | Brest Zubrs LL Brest        |
| 2017 | Ostösterreich LL Wien | BUKS Gepardy Żory Żory                  | CSS Călărași LL Călărași | Serbien LL Belgrad | Catalunya LL Katalonien | Jihomoravský kraj LL Brno  | kein Teilnehmer                  | Rivne LL Riwne           | Central/Eastern LL Budapest/Érd | Sugar Storm LL Rajon Hrodna |
| 2018 | Ostösterreich LL Wien | kein Teilnehmer                         | kein Teilnehmer          | kein Teilnehmer    | Catalunya LL Katalonien | Nordwesttschechien LL Prag | kein Teilnehmer                  | Kirovograd LL Kirowohrad | kein Teilnehmer                 | Sugar Storm LL Rajon Hrodna |

### Ergebnisse an den Little League World Series
| Jahr | Mannschaft               | Stadt     | Ergebnis an LLWS | W–L |
| ---- | ------------------------ | --------- | ---------------- | --- |
| 2013 | Jihomoravský kraj LL     | Brno      | Runde 1          | 1–2 |
| 2014 | Jihomoravský kraj LL     | Brno      | Runde 1          | 0–3 |
| 2015 | AVRS Secondary School LL | Kampala   | Runde 2          | 1–2 |
| 2016 | Emilia LL                | Emilia    | Runde 1          | 0–3 |
| 2017 | Emilia LL                | Emilia    | Runde 1          | 0–3 |
| 2018 | Catalunya LL             | Barcelona | Runde 1          | 0-2 |

 Stand nach den Little League World Series 2018

## Resultate an den Little League World Series nach Nationen
Aufgeführt sind alle Teilnehmer der aktuellen Europa Gruppe sowie die Vertreter der ehemaligen Gruppen, welche sich für die World Series qualifiziert haben.
| Nation                   | Anzahl Meisterschaften | W-L an den LLWS | %    |
| ------------------------ | ---------------------- | --------------- | ---- |
| Saudi-Arabien            | 19                     | 18–39           | .316 |
| Deutschland              | 16                     | 9–39            | .188 |
| Spanien                  | 10                     | 4–24            | .143 |
| Russland                 | 5                      | 1–14            | .067 |
| Italien                  | 4                      | 1–11            | .083 |
| Belgien                  | 2                      | 1–5             | .167 |
| Tschechien               | 2                      | 1–5             | .167 |
| Niederlande              | 2                      | 0–6             | .000 |
| Frankreich               | 1                      | 1–2             | .333 |
| Uganda                   | 1                      | 1–2             | .333 |
| Türkei                   | 1                      | 0–2             | .000 |
| Griechenland             | 1                      | 0–3             | .000 |
| Polen                    | 1                      | 0–3             | .000 |
| Bulgarien                | –                      | 0–0             | –    |
| / England/Großbritannien | –                      | 0–0             | –    |
| Irland                   | –                      | 0–0             | –    |
| Kroatien                 | –                      | 0–0             | –    |
| Litauen                  | –                      | 0–0             | –    |
| Moldau                   | –                      | 0–0             | –    |
| Schweden                 | –                      | 0–0             | –    |
| Serbien                  | –                      | 0–0             | –    |
| Ukraine                  | –                      | 0–0             | –    |
| Ungarn                   | –                      | 0–0             | –    |
| Belarus                  | –                      | 0–0             | –    |
| Gesamt                   | 61                     | 37–155          | .193 |

 Stand nach den Little League World Series 2018 / kursiv = ehemalige Teilnehmer